# K. S. Ravikumar
K.S.Ravikumar (tamoul : கே. எஸ். ரவிகுமார், né le 30 mai 1958 à Madras) est un réalisateur et acteur indien, travaillant principalement dans le cinéma tamoul.  
Il a réalisé certains des films tamouls les plus reconnaissables et les plus connus de tous les temps et est considéré comme l'un des réalisateurs les plus populaires du cinéma tamoul. Ses films sont plus d'un mélange de genres allant de la comédie au thriller d'action. Il a dirigé plus de 40 films et a réalisé quelques réalisations en Télougou, Hindi et Kannada. 

## Filmographie

### En tant que réalisateur
| Année | Film                             | Notes                                                                                            |
| ----- | -------------------------------- | ------------------------------------------------------------------------------------------------ |
| 1990  | Puriyaadha Pudhir                |                                                                                                  |
| 1991  | Cheran Pandiyan                  |                                                                                                  |
| 1991  | Putham Pudhu Payanam             |                                                                                                  |
| 1992  | Oor Mariyadhai                   |                                                                                                  |
| 1992  | Pondatti Rajyam                  |                                                                                                  |
| 1993  | Suriyan Chandiran                |                                                                                                  |
| 1993  | Band Master                      |                                                                                                  |
| 1993  | Purusha Lakshanam                |                                                                                                  |
| 1994  | Sakthivel                        |                                                                                                  |
| 1994  | Nattamai                         | Tamil Nadu State Film Award du meilleur film Tamil Nadu State Film Award du meilleur réalisateur |
| 1995  | Muthukulikka Vaariyala           |                                                                                                  |
| 1995  | Periya Kudumbam                  |                                                                                                  |
| 1995  | Muthu                            |                                                                                                  |
| 1996  | Parambarai                       |                                                                                                  |
| 1996  | Avvai Shanmugi                   |                                                                                                  |
| 1997  | Dharma Chakkaram                 |                                                                                                  |
| 1997  | Pistha                           |                                                                                                  |
| 1998  | Kondattam                        |                                                                                                  |
| 1998  | Natpukkaga                       | Prix Filmfare du meilleur film - Tamoul Tamil Nadu State Film Award du meilleur film             |
| 1999  | Sneham Kosam                     | Film Télougou                                                                                    |
| 1999  | Padayappa                        | Tamil Nadu State Film Award du meilleur film                                                     |
| 1999  | Suyamvaram                       |                                                                                                  |
| 1999  | Minsara Kanna                    |                                                                                                  |
| 1999  | Paattali                         |                                                                                                  |
| 2000  | Thenali                          |                                                                                                  |
| 2001  | Bava Nachadu                     | Film Télougou                                                                                    |
| 2001  | Samudhiram                       |                                                                                                  |
| 2002  | Panchathantiram                  |                                                                                                  |
| 2002  | Villain                          |                                                                                                  |
| 2003  | Paarai                           |                                                                                                  |
| 2003  | Villain                          | Film Télougou                                                                                    |
| 2004  | Aethiree                         |                                                                                                  |
| 2006  | Saravana                         |                                                                                                  |
| 2006  | Varalaru                         | Prix Vijay du réalisateur préféré                                                                |
| 2008  | Dasavathaaram                    | Prix du meilleur réalisateur ITFA Tamil Nadu State Film Award du meilleur film                   |
| 2009  | Aadhavan                         |                                                                                                  |
| 2010  | Jaggubhai                        |                                                                                                  |
| 2010  | Manmadhan Ambu                   |                                                                                                  |
| 2013  | Policegiri                       | Film Hindi                                                                                       |
| 2014  | Lingaa                           |                                                                                                  |
| 2016  | Mudinja Ivana Pudi / Kotigobba 2 | Film Kannada et Tamoul                                                                           |
| 2018  | Jai Simha                        | Film Télougou                                                                                    |
| 2019  | Ruler                            | Film Télougou                                                                                    |

### En tant que producteur
| Année | Film            | Réalisateur         | Notes |
| ----- | --------------- | ------------------- | ----- |
| 2000  | Thenali         | K. S. Ravikumar     |       |
| 2022  | Koogle Kuttappa | Sabari et Saravanan |       |

### En tant qu'écrivain
| Année | Film         | Réalisateur          | Notes                        |
| ----- | ------------ | -------------------- | ---------------------------- |
| 2014  | Kochadaiyaan | Soundarya Rajnikanth | Histoire, scénario, dialogue |

### En tant qu'acteur
| Année | Film                       | Role                                            | Notes       |
| ----- | -------------------------- | ----------------------------------------------- | ----------- |
| 1986  | Aayiram Pookkal Malarattum | Ami de Mohan                                    | Non crédité |
| 1989  | Raaja Raajathan            | Pretre                                          | Non crédité |
| 1990  | Pudhu Vasantham            | Gardien                                         | Non crédité |
| 1995  | Madhumathi                 |                                                 |             |
| 1997  | Pagaivan                   | Durairaj                                        |             |
| 1998  | Golmaal                    | ACP Bike Pandian (Periya Pandi) et Chinna Pandi |             |
| 1998  | Santhosham                 |                                                 |             |
| 1999  | Ponnu Veetukkaran          | Manogar, Père de Muthu                          |             |
| 2000  | Kannaal Pesavaa            |                                                 |             |
| 2001  | Dosth                      | Lui-même                                        |             |
| 2002  | Thamizh                    | Inspecteur de Police                            |             |
| 2002  | Kadhal Virus               | Lui-même                                        |             |
| 2003  | Indru Mudhal               |                                                 |             |
| 2004  | Arul                       | Dirigeant syndical                              |             |
| 2006  | Thalai Nagaram             | Commissaire adjoint                             |             |
| 2007  | Thottal Poo Malarum        | Conducteur de taxi                              |             |
| 2009  | Satrumun Kidaitha Thagaval | Manickavel                                      |             |
| 2010  | Vinnaithaandi Varuvaaya    | Lui-même                                        |             |
| 2013  | Onbadhule Guru             | Balram Naidu                                    |             |
| 2014  | Inga Enna Solluthu         | Lui-même                                        |             |
| 2014  | Ninaithathu Yaaro          | Lui-même                                        |             |
| 2014  | Sigaram Thodu              | Ravi                                            |             |
| 2014  | Aadama Jaichomada          | K. Sathyamoorthy                                |             |
| 2015  | Thanga Magan               | Père de Tamizh                                  |             |
| 2016  | Rekka                      | Ratna, Père de Shiva                            |             |
| 2016  | Remo                       | Lui-même                                        |             |
| 2017  | En Aaloda Seruppa Kaanom   | Politicien                                      |             |
| 2017  | Maayavan                   | Ministre                                        |             |
| 2019  | Ayogya                     | Le constable en chef Abdul Kader                |             |
| 2019  | Comali                     | MLA Dharmaraj                                   |             |
| 2020  | Ayya Ullen Ayya            |                                                 |             |
| 2020  | Naan Sirithal              | Dilli Babu                                      |             |
| 2021  | Mathil                     | Lakshmikanthan                                  |             |
| 2021  | Obama Ungalukkaaga         |                                                 |             |
| 2022  | Koogle Kuttappa            | Subramani                                       |             |
| 2022  | Maayon                     | Vasudevan                                       |             |
| 2022  | Cobra                      | Nellaiappan                                     |             |
| 2022  | Miral                      | Père de Rama                                    |             |
| 2022  | Varalaru Mukkiyam          | Gopal                                           |             |
| 2023  | Ghosty                     | Dass                                            |             |
| 2023  | Japan                      | Ministre Pazhanisamy                            |             |
| 2023  | 80s Buildup                | Yama                                            |             |
| 2023  | Annapoorani                | 'Arusuvai' Annamalai                            |             |
| 2023  | Sarakku                    | Juge                                            |             |
| 2024  | Lal Salaam                 | Ra. Sathyamoorthy                               |             |
| 2024  | Aranmanai 4                | DSP Jagadeesan                                  |             |
| 2024  | Saamaniyan                 | Murugavel                                       |             |
| 2024  | Vasco Da Gama              | Uthaman (Marco) & Binu (Gabbar)                 |             |
| 2024  | Andhagan                   | Dr. Sami                                        |             |
| 2024  | Kanguva                    | Nolasco Raposo                                  |             |
| 2025  | Rajabheema                 | Ministre Mandranayagam                          |             |
| 2025  | Dragon                     | Parasuram                                       |             |